# Ed Jones (kierowca)
Ed Jones (ur. 12 lutego 1995 w Dubaju) – emiracki kierowca wyścigowy.

## Życiorys
Po zakończeniu kariery w kartingu, w 2011 roku Ed Jones zadebiutował w serii wyścigów samochodów jednomiejscowych – Brytyjskiej Formule Renault. Reprezentując ekipę Fortec, Jones wziął udział w trzech rundach, a najlepszy wynik osiągając w pierwszym starcie na brytyjskim torze Brands Hatch, gdzie był siódmy. Ze względu na brak licencji nie był jednak liczony do klasyfikacji. Pod koniec sezonu 16-latek wystartował w zimowej edycji tej serii. We wszystkich ukończonych wyścigach Ed Jones sięgał po punkty, jednak tylko raz znalazł się w czołowej ósemce. W sobotnich zmaganiach na torze Rockingham, Jones dojechał jednak na wysokiej czwartej lokacie. Zdobyte punkty sklasyfikowały go na 15. miejscu.

## Wyniki

### Podsumowanie
| Sezon | Seria                                         | Zespół            | Wyścigi | Zwycięstwa | PP | NO | Podium | Punkty | Pozycja |
| ----- | --------------------------------------------- | ----------------- | ------- | ---------- | -- | -- | ------ | ------ | ------- |
| 2011  | InterSteps Championship                       | Fortec Motorsport | 20      | 1          | 5  | 3  | 9      | 427    | 4       |
| 2011  | Europejski Puchar Formuły Renault 2.0         | Fortec Motorsport | 6       | 0          | 0  | 0  | 0      | 0      | NS      |
| 2011  | Brytyjska Formuła Renault                     | Fortec Motorsport | 6       | 0          | 0  | 0  | 0      | 0      | NS      |
| 2011  | Finał Brytyjskiej Formuły Renault             | Fortec Motorsport | 6       | 0          | 0  | 0  | 0      | 0      | NS      |
| 2012  | Europejski Puchar Formuły Renault 2.0         | Fortec Motorsport | 14      | 0          | 0  | 0  | 0      | 2      | 27      |
| 2012  | Północnoeuropejski Puchar Formuły Renault 2.0 | Fortec Motorsport | 11      | 0          | 0  | 0  | 0      | 85     | 20      |
| 2012  | European F3 Open                              | Team West-Tec F3  | 2       | 0          | 0  | 0  | 0      | 1      | NS      |
| 2013  | Europejski Puchar Formuły Renault 2.0         | Fortec Motorsport | 12      | 0          | 0  | 0  | 2      | 45     | 11      |
| 2013  | Północnoeuropejski Puchar Formuły Renault 2.0 | Fortec Motorsport | 5       | 0          | 0  | 0  | 0      | 43     | 29      |
| 2013  | Europejska Formuła 3                          | Fortec Motorsport | 3       | 0          | 0  | 0  | 0      | 0      | NS†     |
| 2013  | European F3 Open                              | Team West-Tec F3  | 14      | 6          | 4  | 3  | 10     | 256    | 1       |
| 2013  | Brytyjska Formuła 3 – klasa narodowa          | Team West-Tec     | 6       | 5          | 4  | 4  | 5      | 103    | 3       |
| 2013  | European F3 Open(edycja zimowa)               | Team West-Tec     | 2       | 1          | 1  | 1  | 2      | 0      | NS†     |
| 2013  | Grand Prix Makau                              | Fortec Motorsport | 1       | 0          | 0  | 0  | 0      | N/A    | 19      |
| 2014  | Europejska Formuła 3                          | Carlin            | 20      | 0          | 0  | 0  | 2      | 70     | 13      |
| 2014  | Brytyjska Formuła 3 (Specyfikacja FIA F3)     | Carlin            | 3       | 3          | 2  | 3  | 3      | 0      | NS      |
| 2014  | Florida Winter Series                         |                   | 12      | 0          | 1  | 2  | 8      | 0      | NS†     |

† – Jones nie był zaliczany do klasyfikacji